# Cypriotische oudheid
De Cypriotische oudheid is de periode van de 8e eeuw v.Chr. tot de Cypriotische middeleeuwen. De vroegste geschreven bronnen die verwijzen naar Cyprus dateren van de midden-bronstijd (ca. 15e eeuw v.Chr.), zie Alashia.

## Assyrische periode
Een in 1845 te Kition gevonden stele herdenkt de overwinning van koning Sargon II (721-705 v.Chr.) in 709 v.Chr. over de zeven koningen in het land van Ia', in het district van Iadnana of Atnana. De eerstgenoemde is vermoedelijk de Assyrische naam van het eiland, terwijl sommige auteurs menen dat de laatstgenoemde Griekenland (de eilanden van de Danaoi) zou zijn. Er zijn andere inscripties in het paleis van Sargon bij Dur-Sharrukin die verwijzen naar Ia'. De tien koninkrijken die in 673/672 v.Chr. door een inscriptie op het prisma van Esarhaddon worden vermeld zijn geïdentificeerd als Soloi, Salamis, Kition, Amathus, Kourion, Paphos, Tamassos, Ledrai, Idalion en Chytroi. Latere inscripties vermelden ook nog Marion, Lapithos en Kerynia (Kyrenia). 

## Stadskoninkrijken

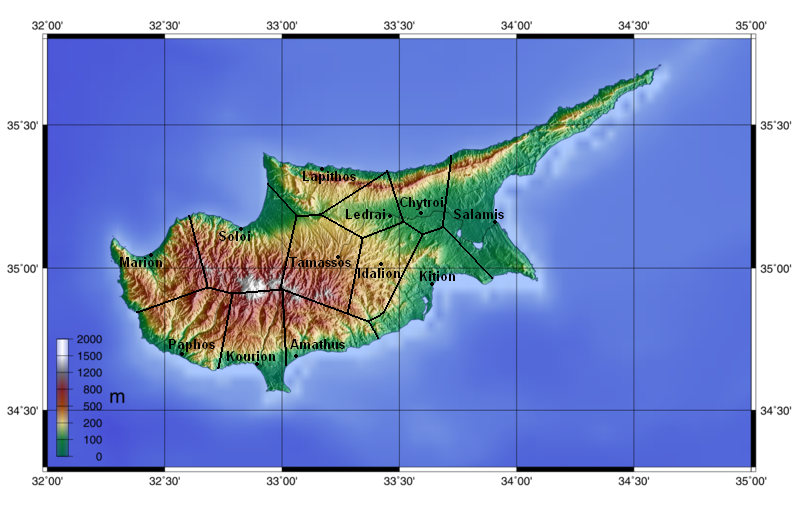
De Cypriotische stadskoninkrijken.

Cyprus werd onafhankelijk van Assyrië rond 669/663 v.Chr. De begraafplaatsen van deze periode zijn hoofdzakelijk rotsgraven. Zij zijn onder andere gevonden in Tamassos, Soloi, Patriki en Trachonas. De uit de rotsen gehouwen "koninklijke tombes" bij Tamassos, gebouwd rond 600 v.Chr., imiteren houten huizen. De pijlers vertonen een Fenicische invloed. Sommige graven bevatten overblijfselen van paarden en strijdwagens.

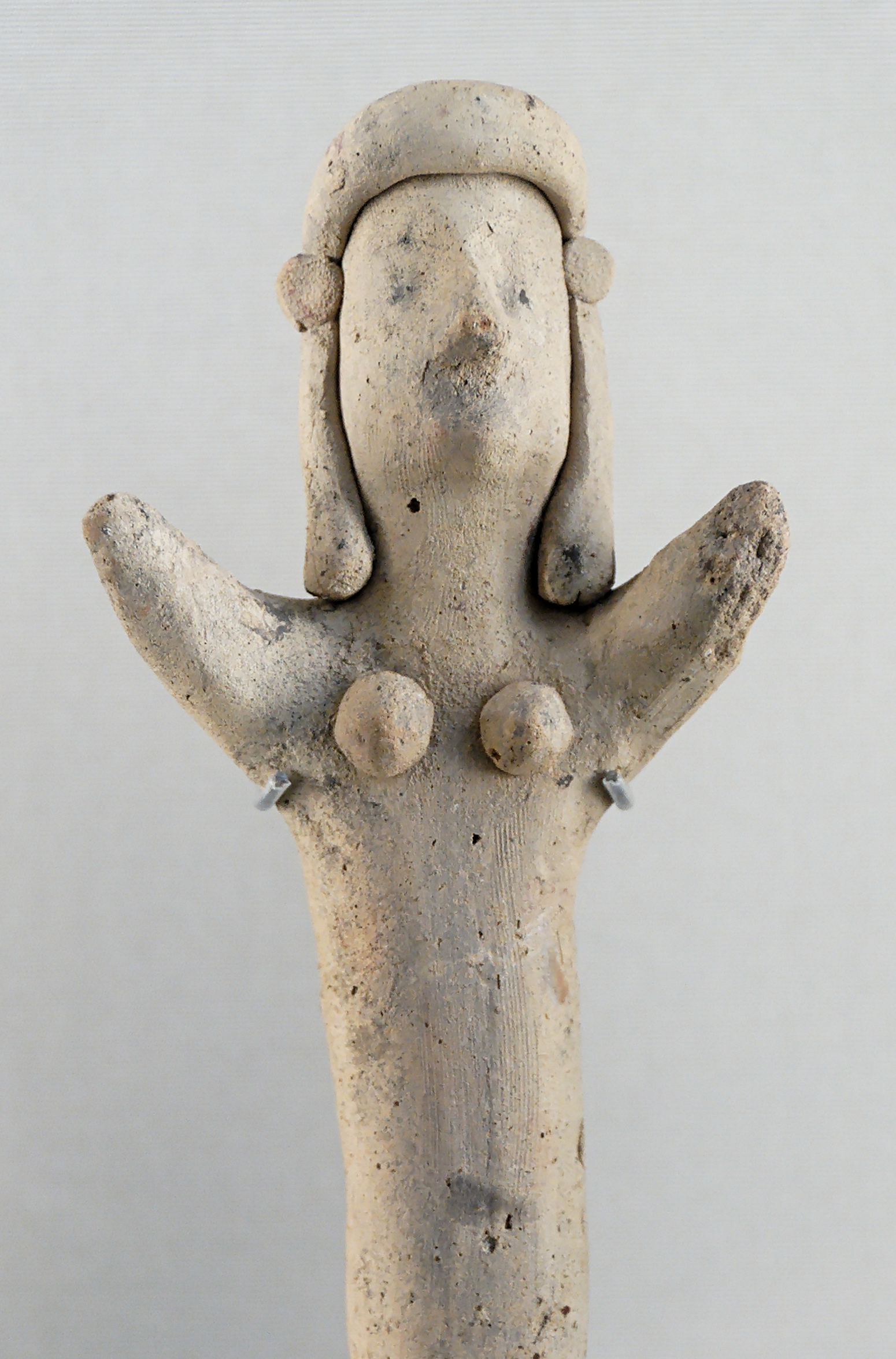
Polychroom terracotta vrouwenbeeldje (Cypro-Archaïsch, 7e eeuw v.Chr., Louvre).

De voornaamste godheid op het eiland was de Fenicische godin Astarte, later gekend onder de Griekse naam van Aphrodite, die door Homerus al "Cyprische" werd genoemd. De Paphische inscripties noemen haar "koningin" (wanaksa). De beelden van Aphrodite verschijnen eveneens op muntstukken van Salamis, wat aantoont dat haar cultus van meer dan lokaal belang was. De koning van Paphos was eveneens hogepriester van Aphrodite. Andere vereerde godheden waren de Fenicische Anat, Baäl, Esjmoen, Resjef, Mekal en Melqart, en de Egyptische Hathor, Taweret, Bes en Ptah, zoals amuletten aantonen. Dierenoffers worden aangetoond door terracotta votiefbeeldjes. Het heiligdom van Agia Eirini bevat meer dan 2000 figurines.
In 570 v.Chr. werd het eiland veroverd door Egypte onder Amasis. De periode van Egyptische dominantie, hoewel kort, liet toch voornamelijk haar sporen na op de kunst en in het bijzonder de beeldhouwkunst, waarin we de starheid en de kledij van de Egyptenaren herkennen. De Cyprioten zouden echter al snel deze stijl laten vallen en Griekse prototypes overnemen.
De stenen standbeelden tonen een mengsel van Egyptische en Griekse invloed. De mensen dragen vaak Egyptische pruiken en baarden in Assyrische stijl. Het pantser en de kleding tonen eveneens West-Aziatische elementen.

## Perzische periode

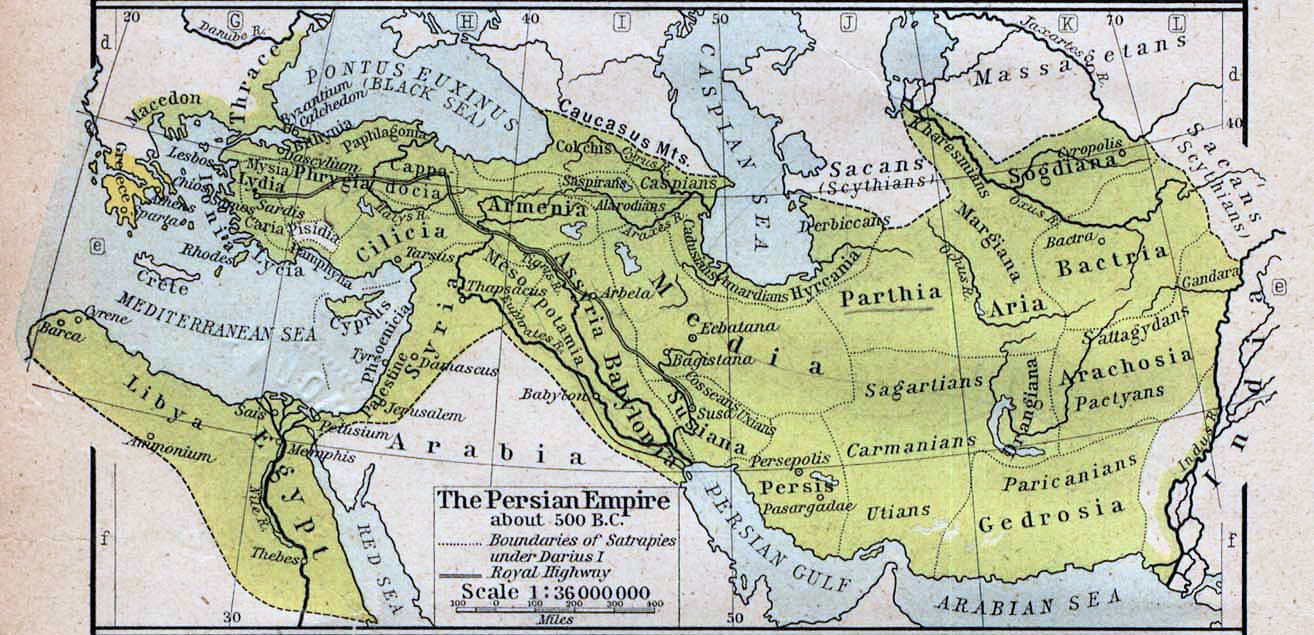
Het Achaemenidenrijk op zijn hoogtepunt.

Na de Perzische nederlaag stuurden de Grieken verscheidene expedities naar Cyprus om het eiland te bevrijden van het Perzische juk, maar al deze inspanningen haalden slechts weinig uit op lange termijn. In 526 v.Chr. heroverden de Perzen het eiland. Enkele jaren later werd het eiland opgenomen in de vijfde satrapie (Ionië), en kon de Oost-Griekse invloed in de Cypriotische materiële cultuur worden gezien. Perzen mengden zich niet in interne affaires, de stadskoninkrijken bleven hun eigen muntstukken slaan en oorlog onder elkaar voeren. Koninklijke paleizen zijn opgegraven in Palaepaphos en in Vouni op het grondgebied van Marion op de noordkust. Zij waren geïnspireerd door Perzische voorbeelden als Persepolis. Vouni, gelegen op een heuvel die de Baai van Morphou overzag, werd rond 520 v.Chr. gebouwd en in 380 vernietigd. Het omvatte koninklijke ontvangstkamers (liwan), open binnenplaatsen, badhuizen en opslagplaatsen. De steden werden versterkt met muren uit tichels op stenen funderingen en rechthoekige bastions. De huizen werden eveneens geconstrueerd uit tichels, de voorkant van openbare gebouwen werden uit natuursteen opgetrokken. De Fenicische stad van Carpasia dicht bij Rizokarpasso (Turks: Dipkarpaz) had huizen die uit puin waren gebouwd met vierkante steenblokken die de hoeken vormen. De tempels en de heiligdommen werden hoofdzakelijk gebouwd volgens Fenicische voorbeelden. Soloi had een kleine tempel met een Grieks plan.
In de kunst is er nu een definitieve Griekse invloed, die zou zorgen voor de productie van enkele zeer belangrijke beeldhouwwerken. De archaïsche Griekse kunst met de aantrekkelijke glimlach op het gezicht van het standbeeld wordt op verscheidene Cypriotische stukken gevonden, die dateren van de periode tussen 525-475 v. Chr, het einde van de Archaïsche periode. Tijdens de Perzische periode werd de Ionische invloed op de beeldhouwwerken geïntensiveerd, exemplaren van Griekse korai verschijnen, evenals standbeelden van mensen in Griekse kleding. Naakte kouroi, in Griekenland zeer gewoon, zijn op Cyprus uiterst zeldzaam. In het aardewerk ontwikkelen zich de welomlijnde lokale stijlen, maar er werd eveneens ook enig Grieks aardewerk ingevoerd.
De stadskoninkrijken begonnen rond 500 v.Chr. hun eigen munten te slaan, en gebruikten hiervoor de Perzische muntvoet.
Behalve Amathus namen alle andere koninkrijken van Cyprus deel aan de Ionische Opstand in 499 v.Chr., onder leiding van Onesilos van Salamis, broer van de koning van Salamis, dewelke hij had onttroont omdat hij niet wou vechten voor de onafhankelijkheid. De Perzen verpletterden de Cypriotische legers en begonnen de belegering van de versterkte steden in 498 v.Chr. In Paphos is van de Perzische belegering een heuvel en tunnels om deze te ondergraven overgebleven, die zijn opgegraven bij de noordpoort. Soloi gaf zich na een belegering van vijf maanden over. Rond 450 annexeerde Kition Idalion met Perzische hulp. Het belang van Kition nam nog toe nadat het het koninkrijk Tamassos voor 50 talenten van zijn vorst kocht, en hierdoor haar kopermijnen verwierf.
De belangrijkste verplichting van de koningen van Cyprus aan de grootkoning van Perzië was het betalen van tribuut en de levering van legers en schepen voor zijn buitenlandse campagnes. Toen Xerxes in 480 v.Chr. Griekenland binnenviel, stond Cyprus dan ook 150 schepen af aan de Perzische vloot.
De Teucridische dynastie van Salamis was rond 450 v.Chr. afgezet door een Fenicische balling. Pas in 411 kon Euagoras I (435-374 v.Chr.) de troon van Salamis herwinnen. Euagoras was een belangrijke pro-Griekse koning van Cyprus. Hij probeerde de steden van Cyprus te verenigen. In het begin van de 4e eeuw v.Chr. ondernam hij een poging controle te krijgen over het hele eiland en met Atheense hulp onafhankelijkheid van Perzië te bereiken. Hij bevoordeelde alles wat Grieks was en spoorde de Grieken van het Egeïsche gebied aan om naar Cyprus te komen en er zich te vestigen. Hij stond de Atheners op verscheidene gebieden bij en deze eerden hem door een standbeeld van hem op te richten in de Stoa (portico) Basileios in Athene. Hij ontmoette weerstand van de kant van de koningen van Kition, Amathus en Soloi die in 390 v.Chr. naar de grootkoning van Perzië vluchtten en hem verzochten om Euagoras te verhinderen zijn plannen uit te voeren. Euagoras ontving van zijn kant veel hulp van Athene.
Rond 380 v.Chr. belegerde een Perzische strijdkracht Salamis. Euagoras werd gedwongen om zich over te geven, maar bleef koning van Salamis door ermee in te stemmen vazal van Perzië te worden. In 374 werd hij vermoord bij een interne vete. Samen met Egypte en Fenicië rebelleerden de Cyprioten opnieuw in 350 v.Chr., maar werd door Artaxerxes in 344 verpletterd.
Het Grieks alfabet werd door Euagoras I van Salamis definitief geïntroduceerd; in andere delen van het eiland bleef het Fenicische schrift (Kition) of het Cypriotische schrift in gebruik, ofwel voor inscripties in het plaatselijke Griekse dialect (Arkadisch-Cyprisch) of in het zogenaamd Eteocypriotisch (Amathus). Pas in de 4e eeuw v.Chr. werden de Cypriotische goden bekend onder Griekse namen. Anat, die een tempel in Vouni had werd nu Athena genoemd, Astarte werd Aphrodite, en de belangrijkste mannelijke god Zeus. Resjef en Hylates werden geïdentificeerd met Apollo, Esjmoen met Asklepios.
De volledige hellenisering vond pas onder de Ptolemaeïsche regering plaats. De Fenicische en inheems-Cypriotische trekken verdwenen, samen met het oude Cypriotische schrift. Een aantal steden werden toen gesticht, bv. Arsinoë dat door Ptolemaeus II van Egypte werd gesticht tussen oud- en nieuw-Paphos.

## Hellenistische periode

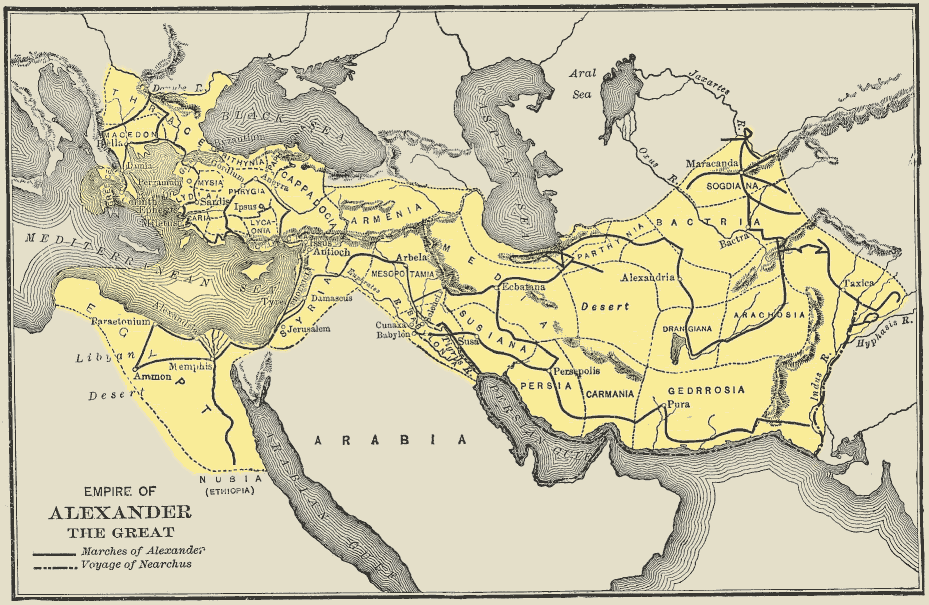
Alexanders wereldrijk.

Tijdens de belegering van Tyros, liepen de Cypriotische koningen over naar Alexander de Grote en ondersteunden hem door schepen te sturen. In 321 steunden vier Cypriotische koningen Ptolemaeus I Soter en verdedigden het eiland tegen Antigonos. Ptolemaeus verloor Cyprus echter aan Demetrios Poliorketes in 306 tot 294 v.Chr., maar bleef nadien tot 58 v.Chr. onder Ptolemaeïsch gezag. Het werd bestuurd door een gouverneur uit Egypte en vormde soms zelfs een klein Ptolemaeïsch koninkrijk tijdens de machtsstrijd in de 2e en 1e eeuw v.Chr. Men smeedde sterke commerciële banden met Athene en Alexandrië, twee van de belangrijkste commerciële centra uit de oudheid.
De Ptolemaeïsche regering was rigide en exploiteerde de natuurlijke bronnen van het eiland tot het uiterste, in het bijzonder hout en koper. Een groot Cyprioot uit die tijd was de filosoof Zeno, die rond 336 geboren werd in Kition; hij ontwikkelde de beroemde Stoa in Athene, waar hij rond 263 v.Chr. stierf.

## Romeinse periode
Cyprus werd in 58 v.Chr. een Romeinse provincie. Volgens Strabo kwam dit doordat Publius Clodius Pulcher een wrok koesterde tegen Ptolemaeus van Cyprus. Clodius liet nadat hij tribunus was geworden, de lex Clodia de Cypro goedkeuren, waarmee Cyprus tot een Romeinse provincia werd. Cato de jongere werd aangezet als gouverneur.
Marcus Antonius gaf het eiland terug aan Cleopatra VII van Egypte en haar zuster Arsinoë, maar het werd in 30 v.Chr. opnieuw een provincia na zijn nederlaag bij de slag van Actium (31 v.Chr.). Van 22 v.Chr. was het een senatoriale provincie, na de hervormingen van Diocletianus ressorteerde het onder de Consularis Oriens.
De Pax Romana (Romeinse vrede) werd slechts tweemaal in de drie eeuwen van Romeinse overheersing op Cyprus verstoord. De eerste ernstige verstoring gebeurde in 115-116, toen een Joodse opstand, door Messiaanse hoop geïnspireerd, uitbrak. Hun leider was Artemion, een Jood met een gehelleniseerde naam zoals dat in die tijd gebruikelijk was. Het eiland leed grote verliezen in deze Kitos-oorlog, waarvan men toentertijd zei dat daarbij 240.000 Griekse en Romeinse burgers waren gedood. Hoewel het aantal gesneuvelden vermoedelijk is overdreven, is het een feit dat, toen de rebellen verwoesting zaaiden, er weinig of geen Romeinse troepen waren gestationeerd op het eiland om de opstand te onderdrukken. Nadat strijdmachten naar Cyprus waren gezonden en de opstand was onderdrukt, werd er een wet aangenomen volgens welke het geen enkele Jood nog toegestaan was op Cyprus te landen, zelfs niet in geval van een schipbreuk. De tweede beroering verscheen zeer onverwachts in 333-334, toen de magister pecoris camelorum Calocaerus zich verzette tegen Constantijn de Grote en het purper opeiste. Deze opstand eindigde met de aankomst van de troepen onder leiding van Flavius Dalmatius en de dood van Calocaerus.
Verscheidene aardbevingen leidden tot de verwoesting van Salamis aan het begin van de 4e eeuw v.Chr., terwijl tegelijkertijd droogte en hongersnood toesloeg op het eiland.

## Kerstening
Romeins Cyprus werd door de apostelen Paulus, Barnabas en Marcus bezocht, die in 45 n.Chr. naar het eiland kwamen bij de aanvang van hun eerste missiereis. Na hun aankomst in Salamis gingen zij door naar Paphos waar zij de Romeinse gouverneur Sergius Paulus tot het christendom zouden hebben bekeerd. In de Handelingen van de Apostelen, beschrijft Lucas levendig hoe een tovenaar Bar-Jezus (Elymas) genaamd, de twee apostelen in hun preken van het Evangelie hinderde, waarop Paulus hem slechts door zijn woord voor een tijdje verblindt. Ten gevolge hiervan zou Sergius Paulus begonnen zijn met geloven, verbaasd door de leer van de Heer. Op deze manier zou Cyprus het eerste land in de wereld zijn geworden dat door een christelijke heerser geregeerd werd.
Van de apostel Paulus wordt verteld dat hij de mensen van Cyprus tot het christendom heeft bekeerd. Over Barnabas werd aangenomen dat hij de kerk van Cyprus heeft opgericht, de grondslag voor de kerkelijke onafhankelijkheid van Antiochië. Volgens de apocriefe handelingen van Barnabas droeg Barnabas een kopie van het Evangelie bij zich, die hij zelf had geschreven en die door aartsbisschop Anthemius van Salamis met hem werd begraven en later, na een droom, weer opgegraven. Minstens drie Cyprische bisschoppen (zetels van Salamis, Tremithus en Paphos) namen deel aan het Eerste Concilie van Nicea in 325, twaalf aan het Concilie van Sardica in 344. In 400 bevond de metropolitaanse zetel zich in Salamis (Constantia).
Vroege Cyprische heiligen waren Heracleidius, Spiridon, Hilarion en Epiphanius. Een fragment van het ware kruis werd door Helena in Tokhni achtergelaten, het kruis van de berouwvolle dief in Stavrovouni, die hielp een verschrikkelijke droogte te verlichten. Tijdens de 5e eeuw n. Chr., bereikte de kerk van Cyprus haar onafhankelijkheid van de patriarch van Antiochië tijdens het Concilie van Efeze in 431. Keizer Zeno verleende de aartsbisschop van Cyprus zelfs het recht een scepter in plaats van een pastorale staf te dragen.